# Strepera fuliginosa
Il currawong nero, noto anche come currawong cenerino, currawong della Tasmania o ghiandaia nera (Strepera fuliginosa (Gould, 1837)), è un uccello passeriforme della famiglia Artamidae.

## Etimologia
Il nome scientifico della specie, fuliginosa, è un riferimento alla livrea di questi uccelli, così come un riferimento all'aspetto è il loro nome comune.

## Descrizione

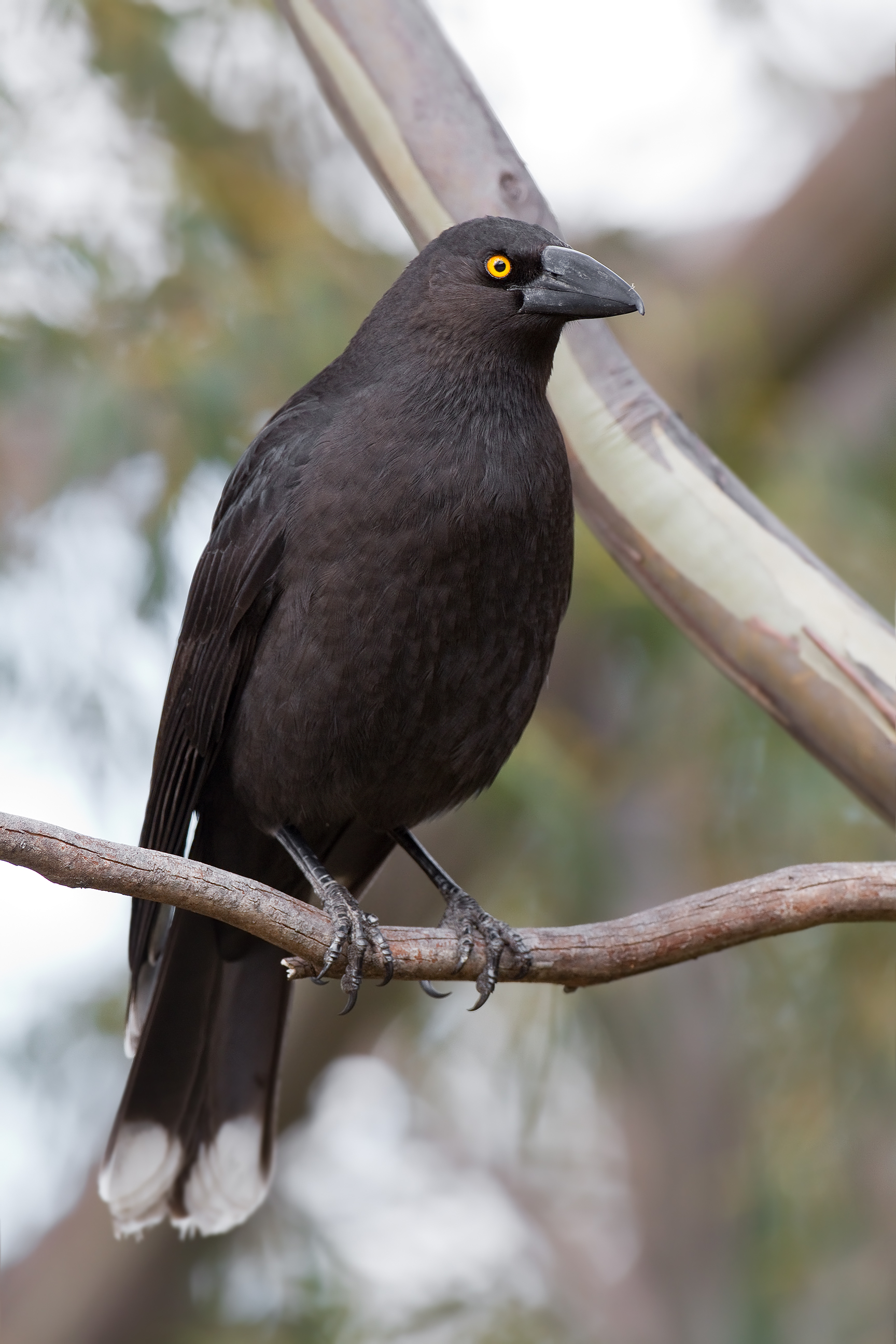
Esemplare nel parco nazionale del Monte Field.

### Dimensioni
Misura 50 cm di lunghezza, per 327-457 g di peso: le sottospecie insulari sono mediamente più piccole rispetto alla nominale.

A parità d'età, le femmine sono leggermente più piccole e leggere rispetto ai maschi.

### Aspetto
Si tratta di uccelli dall'aspetto robusto, muniti di lunga coda squadrata, ali lunghe, larghe e digitate, grossa testa con becco lungo con punta della mandibola superiore lievemente uncinata e zampe forti e robuste. Nel complesso, questi uccelli ricordano molto i corvi, dai quali possono essere differenziati per il becco più grande e massiccio in proporzione alla testa e per la testa più piccola in rapporto alle dimensioni del corpo.
Il piumaggio è completamente nero in ambedue i sessi, con sfumature color lavanda su testa, petto e ventre, mentre dorso, ali e coda sono lucidi: la punta delle remiganti e delle penne della coda fa eccezione, essendo di colore bianco.
In ambedue i sessi becco e zampe sono di colore nero, mentre gli occhi sono di colore giallo.

## Biologia

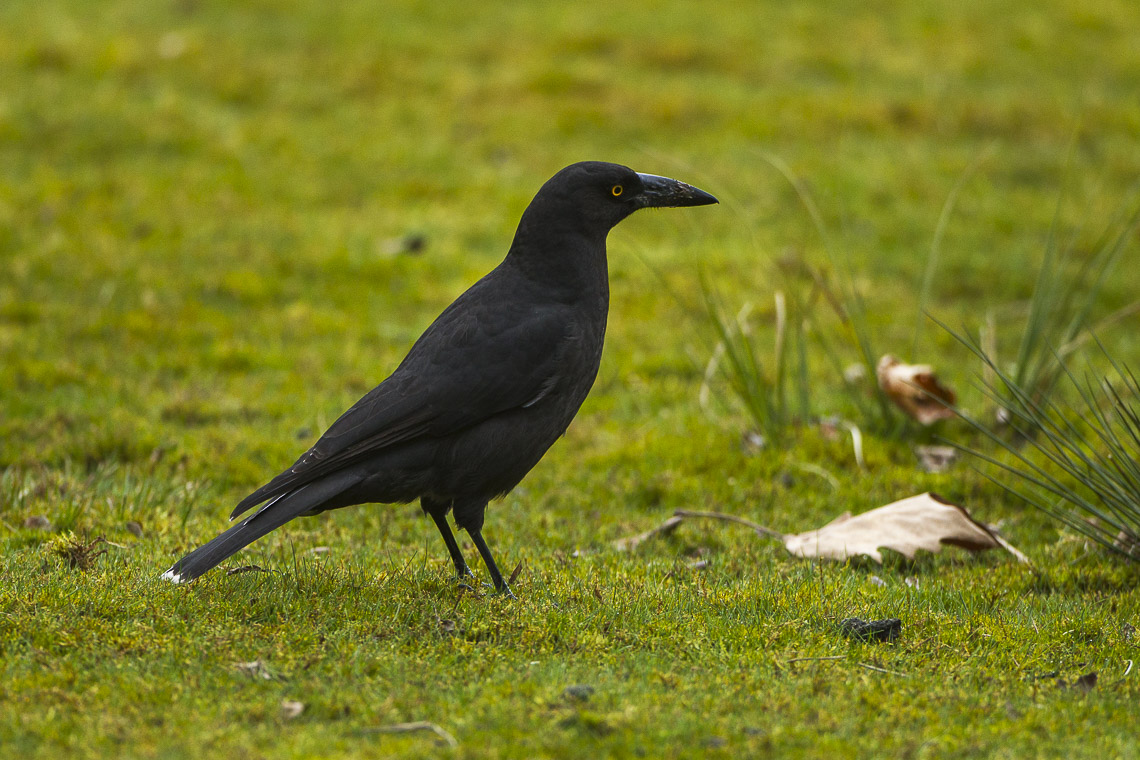
Esemplare al suolo.

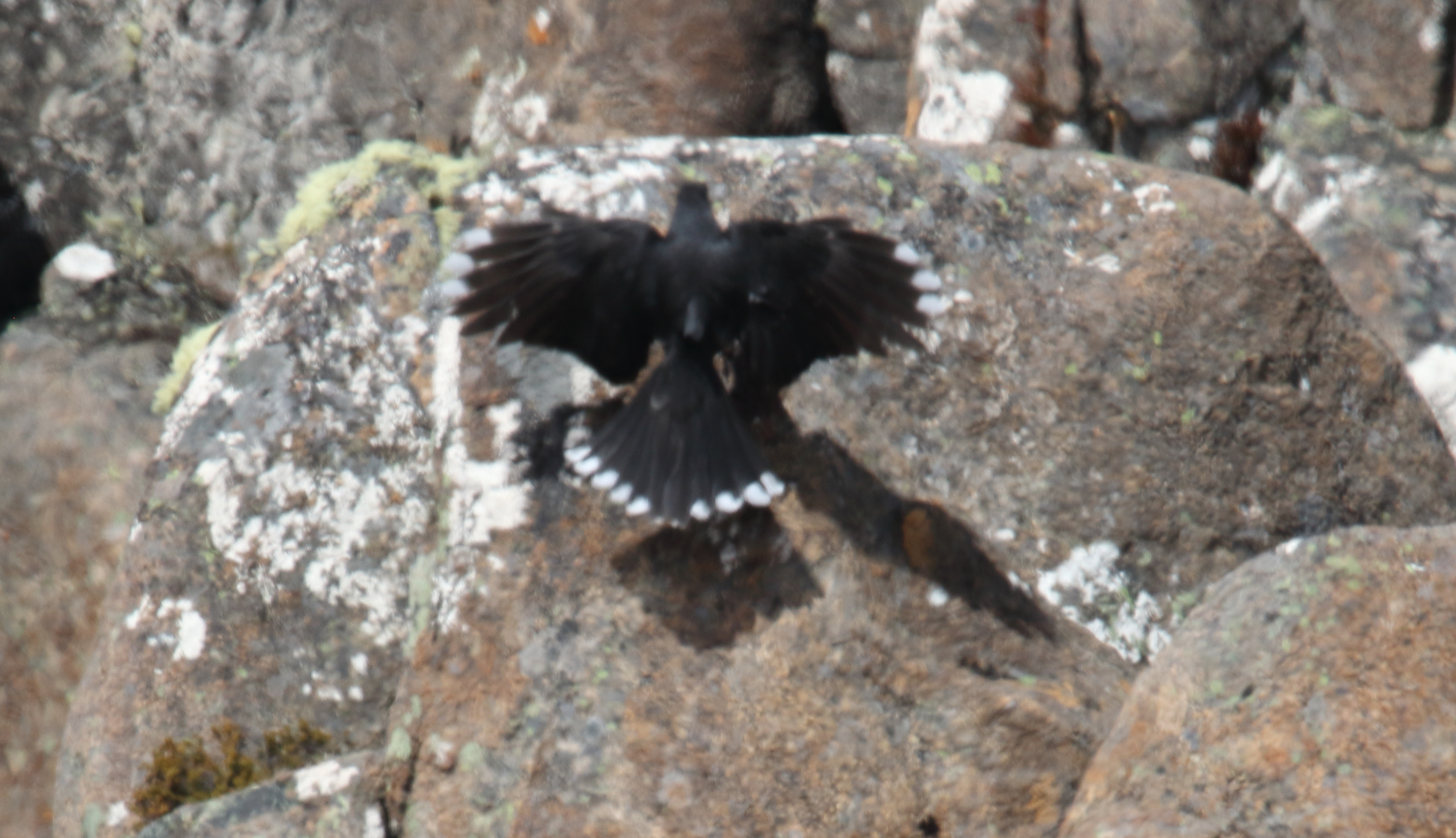
Esemplare in procinto di posarsi su una roccia mette in evidenza il bianco di ali e coda.

Si tratta di uccelli dalle abitudini essenzialmente diurne, che sul far della sera si riuniscono in posatoi comuni in gruppi che possono raggiungere le 80 unità, mentre durante il giorno si disperdono da soli o in coppie alla ricerca di cibo, talvolta accompagnandosi ad altre specie come lo storno, il gabbiano australiano, il corvo imperiale di foresta, la garzetta facciabianca e il melifago arancio.
I currawong neri sono uccelli molto vocali, che emettono tutta una serie di richiami chioccianti e flautati ben distinguibili da quelli degli altri currawong, talvolta intervallati da suoni simili a una risata: i richiami vengono emessi frequentemente all'alba e al tramonto, quando gli animali si riuniscono in gruppi e quando sono in volo, mentre durante la ricerca di cibo il currawong nero rimane silente.

I vari membri del gruppo (soprattutto i subadulti) sono soliti giocare effettuando combattimenti simulati al fine di schienare l'avversario o stendendosi sul dorso ed utilizzando zampe e becco per tenere in equilibrio dei frutti.
Il currawong nero è anche solito effettuare bagni di terra, cospargendosi le piume di fango o argilla e lasciandola disseccare sul corpo senza lavarsi.

### Alimentazione

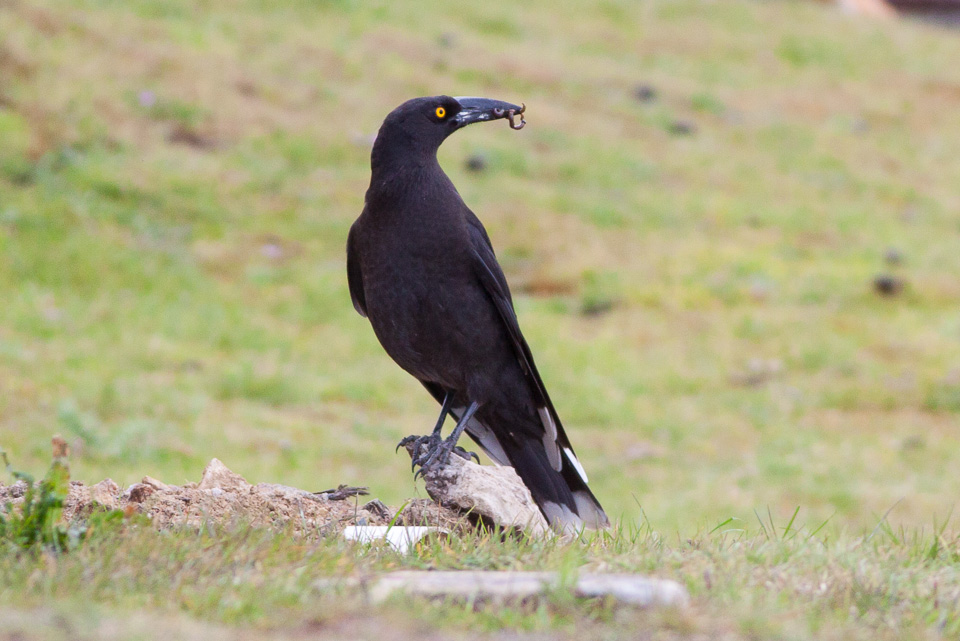
Esemplare con preda nel becco a Maria Island.

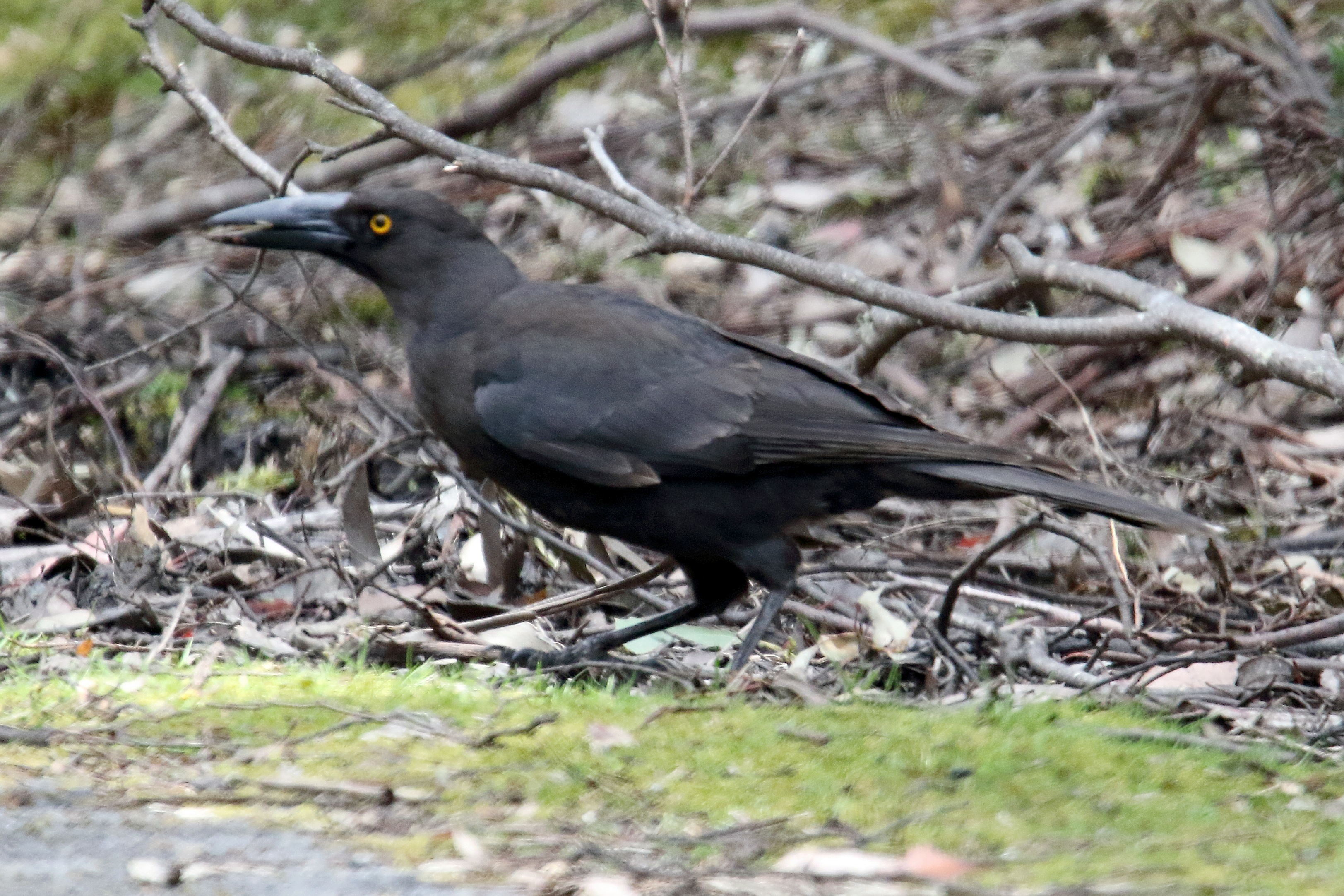
Esemplare si nutre al suolo.

Sebbene la dieta di questi uccelli non sia stata studiata in maniera estensiva, essi sono molto verosimilmente onnivori, che si nutrono di una grande varietà di frutti, bacche (Leptecophylla juniperina, Astroloma humifusum), granaglie (Gahnia grandis) e piccoli animali (topi, lombrichi, grilli, cavallette, coleotteri, pulcini, girini, lucertole): essi possono cacciare anche prede più consistenti, come polli, giovani tacchini e gallinelle tasmaniane, facendole poi a pezzi col forte becco affilato. Essi sono stati osservati mentre rimestavano nel kelp spiaggiato alla ricerca di carcasse e larve d'insetti o mentre uccidevano e consumavano le petroiche scarlatte e le balie di fiamma che li stavano attaccando. I currawong neri hanno inoltre imparato a nutrirsi dell'introdotta vespa senza farsi del male col pungiglione.
Il cibo viene reperito in egual misura al suolo o fra gli alberi, utilizzando il becco come sonda nel terreno o fra il fogliame caduto, o per spostare sassi e verificare ciò che si trova al di sotto di essi: i currawong neri appaiono abitudinari nella ricerca di cibo, utilizzando percorsi fissi per nutrirsi.

Sebbene questi uccelli cerchino il cibo da soli o in coppie, nel caso di fonti molto abbondanti di cibo disponibile per un limitato periodo di tempo (alberi da frutta in maturazione, mangiatoie ecc.) possono riunirsi anche un centinaio di uccelli.

### Riproduzione
Il periodo degli amori va da agosto a dicembre. Si tratta di uccelli monogami.

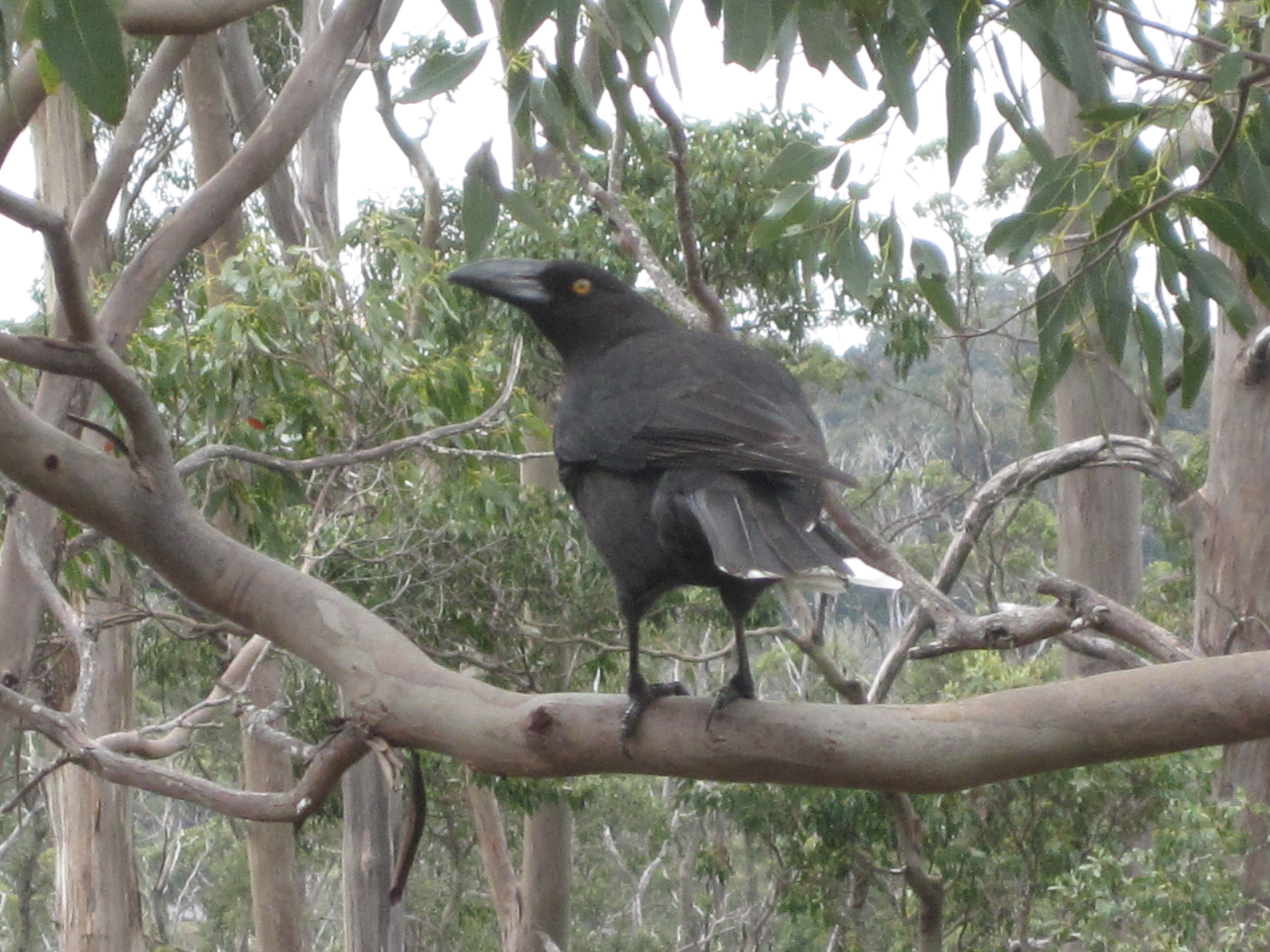
Esemplare nel parco nazionale del monte Cradle-lago St Clair, dove la specie si riproduce.

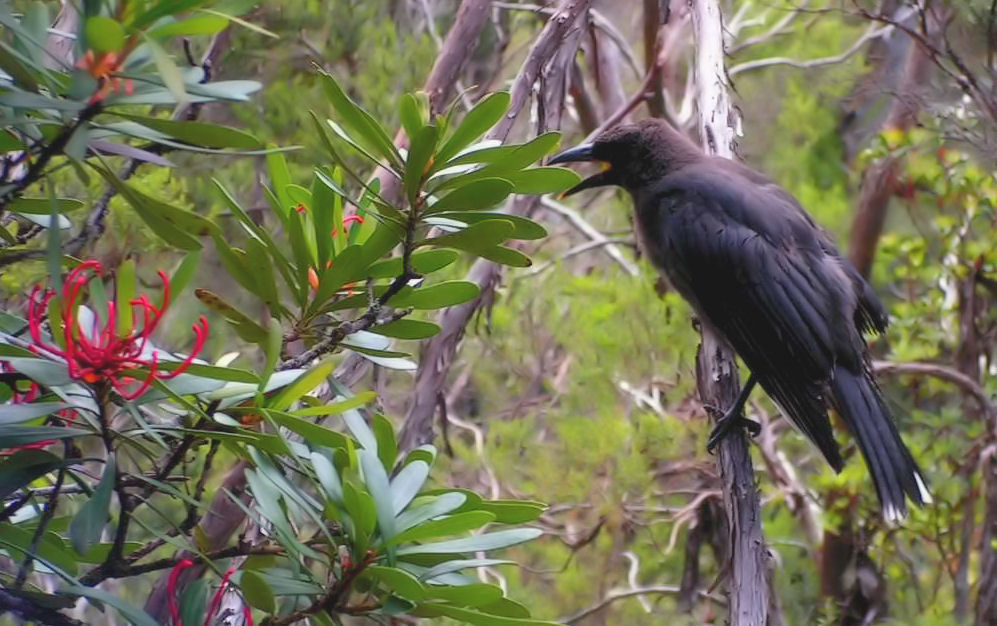
Giovane su pianta di warratah.

Il nido viene costruito dalla femmina a 3–20 m dal suolo alla biforcazione di un ramo, e viene costruito utilizzando rametti intrecciati per la parte esterna e materiale più soffice (erba e pelame) per quella interna, dove la femmina depone 2-4 uova grigio-rosate con pezzature bruno-rossicce, che provvede a covare da sola per circa un mese. Talvolta, i nidi dell'anno precedente vengono rimaneggiati ed utilizzati per la covata dell'anno successivo.

I pulli sono ciechi ed implumi alla schiusa: essi vengono nutriti dalla sola femmina (imbeccata a sua volta dal maschio) per i primi giorni, da entrambi i genitori per le seguenti settimane e dal solo maschio una volta usciti dal nido. Il padre, man mano che essi crescono, provvede a portare loro il cibo poggiandolo al suolo, in maniera tale da permettere loro di esercitarsi nella ricerca e nella caccia.
La speranza di vita di questi uccelli si aggira attorno ai 15 anni d'età.

## Distribuzione e habitat

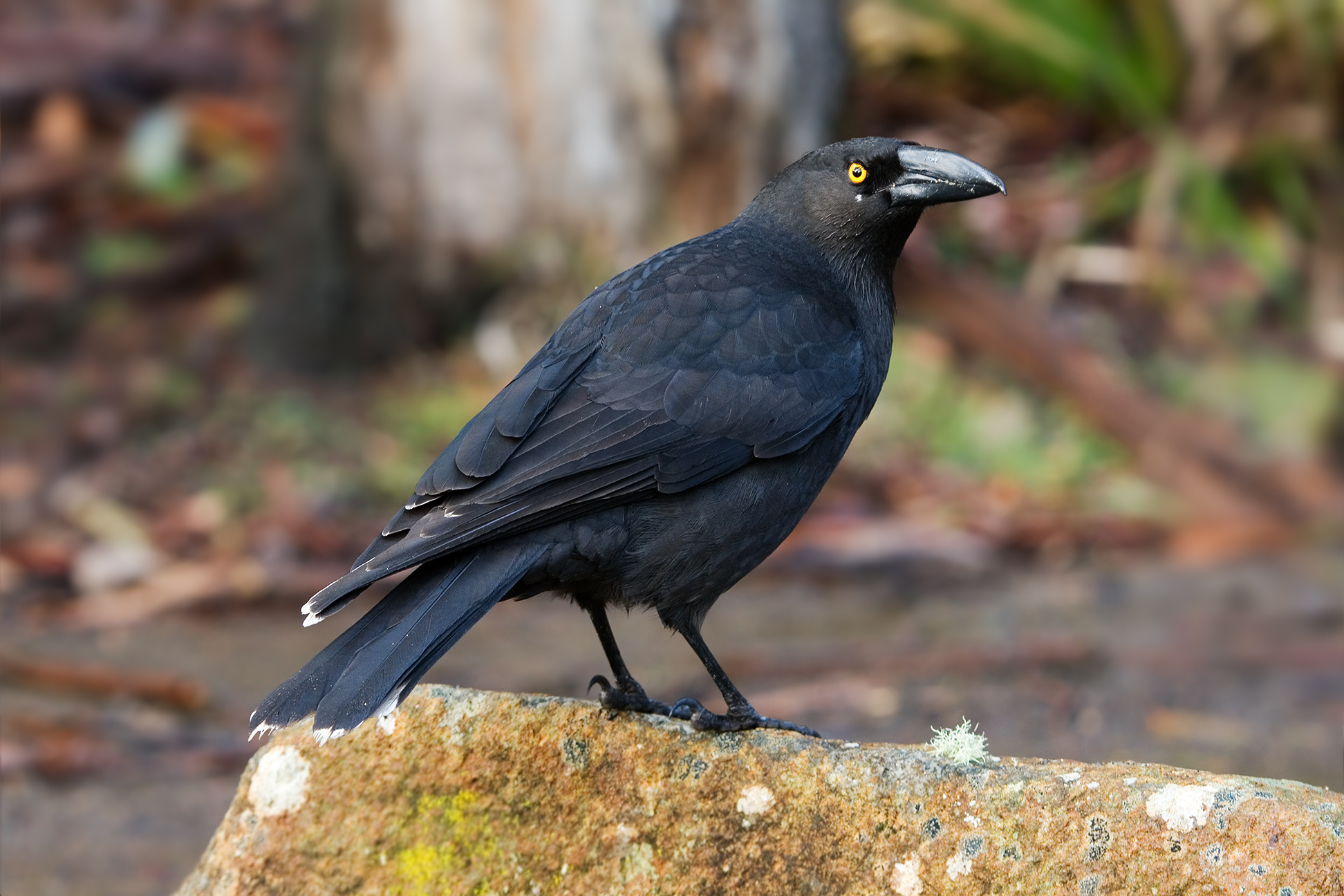
Esemplare al suolo in Tasmania.

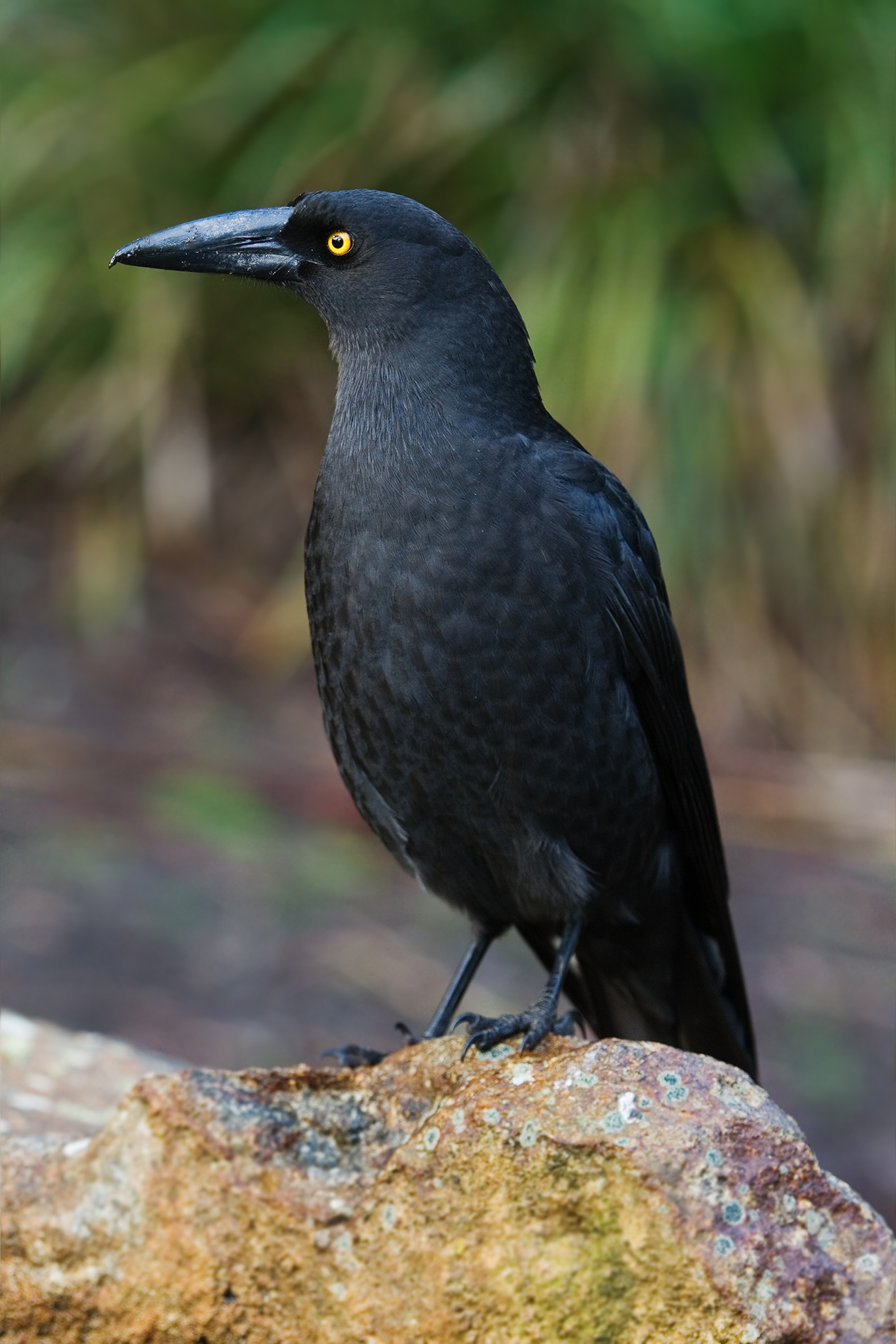
Esemplare sull'isola di Tasman.

Il currawong nero è endemico della Tasmania, della quale occupa la maggior parte del territorio, oltre che varie isole nello stretto di Bass: pur essendo ben diffuso ovunque, risulta raro o assente al di sotto dei 200 m di quota.

Sebbene generalmente sedentari (basti pensare che l'esemplare più longevo finora mai osservato non si è mai spostato di più di 2 km dal suo territorio di residenza in 15 anni di vita), le popolazioni montane tendono a scendere di quota durante l'inverno australe, mentre la maggior parte delle coppie (soprattutto quelle del nord-est della Tasmania, colonizzato solo di recente) si sposta sull'altopiano centrale per riprodursi e quelle di alcune isole circonvicine (come Maria Island) compie migrazioni giornaliere verso l'isola maggiore al mattino e alla sera, spostandosi anche di 20 km al giorno.
L'habitat di questi uccelli è rappresentato dalla foresta umida temperata a prevalenza di eucalipto (E. delegatensis, E. obliqua, E. dalrympleana) con sottobosco a faggio australe: questi uccelli si spingono anche nella foresta pluviale montana a prevalenza di pino della Tasmania, nelle brughiere in quota e nei calanchi umidi a valle.

A differenza del congenere currawong grigio, col quale pure vive in simpatria in alcune aree, il currawong nero (pur non essendo affatto schivo ed anzi risultando fastidioso per l'uomo in quanto chiede insistentemente il cibo ai campeggiatori, non esitando a rubarlo) non è molto propenso ad avvicinarsi ai centri urbani: una piccola popolazione di questi uccelli si è tuttavia stabilita a Hobart scendendo dal monte Wellington durante il rigido inverno del 1994, e non allontanandosene più.

## Tassonomia
Se ne riconoscono tre sottospecie:

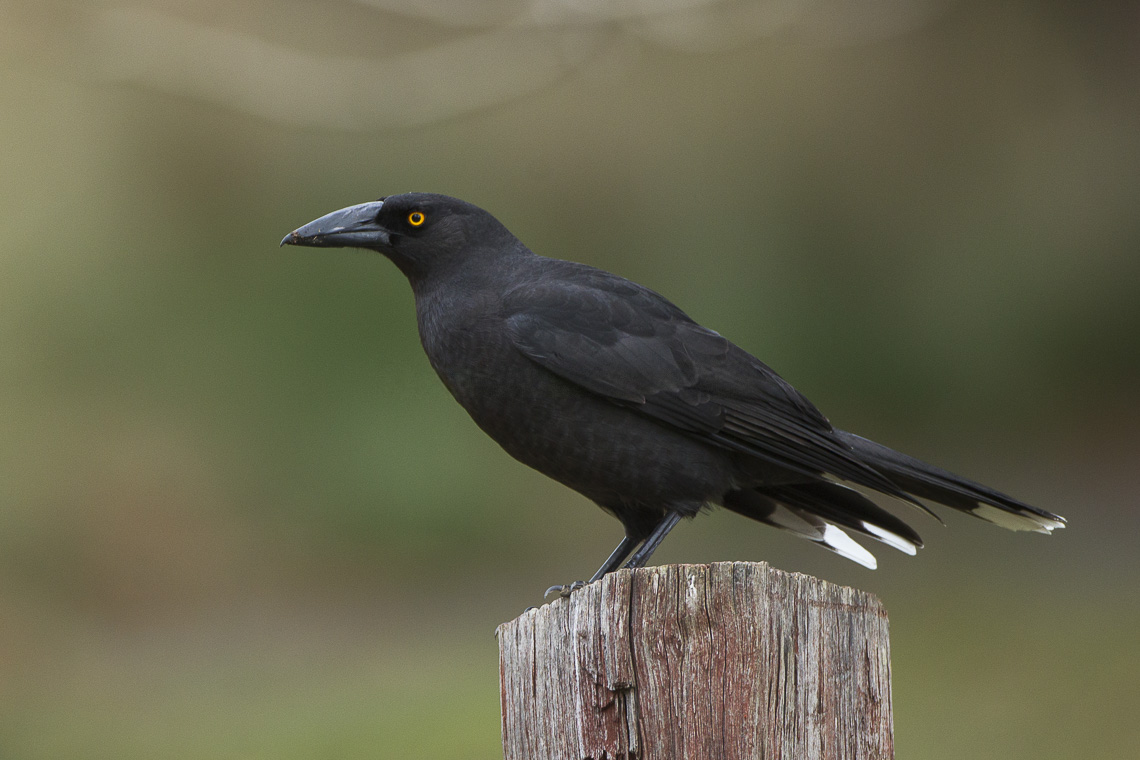
Esemplare della sottospecie nominale.

- Strepera fuliginosa fuliginosa (Goud, 1837) - la sottospecie nominale, diffusa in Tasmania;
- Strepera fuliginosa parvior Schodde & Mason, 1999 - endemica di Flinders Island;
- Strepera fuliginosa colei Mathews, 1916 - endemica di King Island.

Alcuni autori accorperebbero le tre sottospecie al currawong bianconero come parte di un continuum di popolazioni via via più grosse e meno bianche via via che si procede verso sud, tuttavia le due popolazioni (pur formando una superspecie) differiscono consistentemente a livello morfologico e di vocalizzazioni.